# Marcha
Marcha – rzeka w Rosji, w Jakucji; lewy dopływ Wiluja. Długość 1181 km; powierzchnia dorzecza 99 000 km²; średni roczny przepływ u ujścia 405 m³/s.
Wypływa z niewielkiego jeziora w pobliżu miejscowości Ajchał; płynie w kierunku południowo-wschodnim doliną o stromych zboczach po Płaskowyżu Wilujskim, potem po Nizinie Środkowojakuckiej. Przy wiosennych wysokich stanach wody żeglowna od 984. km od ujścia.
Zamarza od października do maja; zasilanie śniegowo-deszczowe.